# 点ごとの積
2つの関数の点ごとの積は、定義域の各値における2つの関数の像を掛けることで得られる別の関数である。f と g がともに定義域が X で終域が Y の関数で、Y の元が掛けることができるとき（例えば Y は数からなる集合）、f と g の点ごとの積は X から Y への x ∈ X を f(x)g(x) に写す別の関数である。

## 定義
X と Y を集合とし、Y に乗法が定義されているとする――つまり、y, z ∈ Y に対して、y ⋅ z = yz によって与えられる積
{\displaystyle \cdot \colon Y\times Y\to Y}
がきちんと定義されているとする。f と g を関数 f, g: X → Y とする。すると，点ごとの積 (f ⋅ g): X → Y は
各 x ∈ X に対して (f ⋅ g)(x) = f(x) ⋅ g(x)
によって定義される。積の二項演算子 ⋅ を省略するのと同様に f ⋅ g = fg と書く。
合成とは異なることに注意。

## 例
2つの関数の点ごとの積の最も一般的な場合は終域が環（あるいは体）のとき（このとき乗法は well-defined である）である。
- Y が実数全体の集合 R のとき、f, g: X → R の点ごとの積は単に像の通常の乗法である．例えば，f(x) = 2x と g(x) = x + 1 のとき，各実数 x ∈ R に対して {\displaystyle (fg)(x)=f(x)g(x)=2x(x+1)=2x^{2}+2x}である。
- 畳み込み定理（英語版）は畳み込みのフーリエ変換はフーリエ変換の点ごとの積である：{\displaystyle {\mathcal {F}}\{f*g\}={\mathcal {F}}\{f\}\cdot {\mathcal {F}}\{g\}}と述べている。

## 点ごとの積の代数的応用
X を集合とし R を環とする。R には加法と乗法が定義されているから、X から R への関数全体の集合には多元環と呼ばれる代数的構造を入れることが、関数の加法、乗法、スカラー乗法を点ごとに定義することによって、できる。
RX で X から R への関数全体の集合を表すと，f, g が RX の元のとき，f + g, fg, rf はすべて RX の元である．ここで最後の元はすべての r ∈ R に対して
{\displaystyle (rf)(x)=rf(x)}
とすることで定義される。

## 一般化
f と g がともに、離散変数からなる集合に関してそれらがとり得る値の組み合わせ全体の成す集合を定義域に持つと仮定する。このときそれらの点ごとの積は、その定義域がもとの二写像各々の変数の合併に関して取りうる値の組み合わせ全体の成す集合として与えられる写像となる。変数のとる値の各組に対するこの写像の値は、もとの各々の写像の定義域はこの写像の定義域の部分集合なのだから、それぞれの変数の値の対応する組に対するもとの二写像各々の値の積として計算できる。
例えば、函数 f1: B × B → R がブール値変数 p, q に対し、また f2:  B × B → R がブール値変数 q, r に対して与えられた、ともに実数値の函数とすれば、それらの点ごとの積は f(p, q, r) ≔ f1(p, q) × f2(q, r) で与えられる三変数の函数 f:  B × B × B → R である。以下の表は、各函数の値を与えたときの点ごとの積を示したものである:
| p | q | r | f1(p, q) | f2(q, r) | 点ごとの積 f(p, q, r) |
| - | - | - | -------- | -------- | --------------------- |
| T | T | T | 0.1      | 0.2      | 0.1 × 0.2             |
| T | T | F | 0.1      | 0.4      | 0.1 × 0.4             |
| T | F | T | 0.3      | 0.6      | 0.3 × 0.6             |
| T | F | F | 0.3      | 0.8      | 0.3 × 0.8             |
| F | T | T | 0.5      | 0.2      | 0.5 × 0.2             |
| F | T | F | 0.5      | 0.4      | 0.5 × 0.4             |
| F | F | T | 0.7      | 0.6      | 0.7 × 0.6             |
| F | F | F | 0.7      | 0.8      | 0.7 × 0.8             |